# Karl-Werner Maaßen
Karl-Werner Maaßen, auch Maassen (* 1. März 1910 in Uetersen; † 20. Jahrhundert oder 21. Jahrhundert) war ein deutscher KZ-Arzt und SS-Hauptsturmführer. Er war Lagerarzt im KZ Buchenwald.

## Leben
Maaßen absolvierte ein Studium der Medizin, das er 1937 an der Christian-Albrechts-Universität zu Kiel mit Promotion zum Dr. med. abschloss. Der Titel seiner Dissertation lautete „Über einen Fall von Briefmasochismus“. Nach der Machtergreifung der Nationalsozialisten trat er der SS bei (SS-Nummer 289.238), in der er den Rang eines SS-Hauptsturmführers erreichte. Seine Dienststellung (in Reihenfolge) war beim Panzergrenadier-Ersatz-Bataillon 13, auf dem SS-Truppenübungsplatz Seelager, bei der 26. Panzer-Division (Wehrmacht) und bei der 34. SS-Freiwilligen-Grenadier-Division „Landstorm Nederland“ (niederländische Nr. 2), dort war er als Brigadearzt tätig. Zum 1. Mai 1937 trat er der NSDAP bei (Mitgliedsnummer 4.088.767).
Von 1937 bis Oktober 1938 war Maaßen Lagerarzt im KZ Buchenwald. Dort beteiligte er sich mit Werner Kirchert und Erwin Ding-Schuler unter anderen an der Sterilisation und Kastration von männlichen Lagerinsassen, die entweder nach dem Gewohnheitsverbrechergesetz angewandt wurde, oder der Eingriff erfolgte nach „freiwilligen Anträgen“ bei Erbgesundheitsgerichten, zu denen die Inhaftierten gezwungen wurden. Durch die erzwungene „Freiwilligkeit“ konnte Maaßen auch die Entmannung der Häftlinge nach dem Gesetz zur Verhütung erbkranken Nachwuchses ohne ein Gerichtsverfahren vor einem Erbgesundheitsgericht durchführen; die SS-Ärzte in den Konzentrationslagern erhielten durch einen Befehl im Juli 1937 amtsärztliche Befugnisse und durften in diesen Fällen die Häftlinge in den Lagern kastrieren. Die genaue Anzahl der Kastrationen durch Maaßen ist bis heute unbekannt. Neben den Kastrationen führte Maaßen in dem Konzentrationslager weitere Operationen und Therapien an Häftlingen durch.
Nach 1941 kam Maaßen zur 6. SS-Gebirgs-Division „Nord“. Nach Kriegsende betrieb er eine Arztpraxis in Kiel.